# Anna Petronella van Heerden
Anna Petronella van Heerden (née le 16 avril 1887 à Bethlehem dans l'État libre d'Orange et morte le 10 janvier 1975) est une gynécologue et suffragette sud-africaine.

## Biographie
Fille de François Willem van Heerden, un magistrat dans plusieurs villes rurales et de Josephine Ryneva Beck Horak, une femme au foyer, elle fait partie de la communauté des Boers. Pendant la guerre des Boers, la famille est obligée à déménager pour la colonie du Cap en 1901, où elle est envoyée étudier dans un séminaire huguenot. En 1905, de retour dans l'État libre d'Orange, van Heerden rencontre Emily Hobhouse, qui lui offre un exemplaire de De l'assujettissement des femmes de John Stuart Mill.
Elle commence à travailler comme qu'interne au Volkshospitaal à Bloemfontein en 1911, avant d'ouvrir son cabinet médical à Harrismith. En 1923, elle obtient un doctorat après avoir soutenu une thèse en afrikaans, intitulée Die sogenaamde adenioma van die ovarium, la première écrite dans cette langue dans le pays. Peu après, elle s'installe au Cap pour travailler comme gynécologue,.
En parallèle de son travail de médecin, elle milite pour le droit de vote des femmes en Afrique du Sud dans les années 1920. Dans les années 1930, elle entre au tout nouveau Parti national. Également passionnée d'archéologie, elle participe en 1931 à des fouilles sous la direction de Dorothy Garrod au grottes de Nahal Me’arot en Palestine.
À l'âge de 75 ans, elle publie le premier tome de ses mémoires, dans lesquelles elle raconte ses souvenirs d'étudiante en médecine.
Elle meurt au Cap en 1975.

## Œuvres
- Fascisme – Italië! Duitsland! Suid-Afrika? (1938)
- Kerssnuitsels (1962)
- Die 16e Koppie (1965), des mémoires sur ses études de médecine
- Geslagsregister van die Familie Van Heerden, 1701–1968 (1969)
- Dames XVII (1969)